# 奥兹伦·博纳契奇
奥兹伦·博纳契奇（1942年1月5日—），克罗地亚男子水球运动员。他曾代表南斯拉夫国家队参加1964年、1968年、1972年和1976年夏季奥林匹克运动会水球比赛，获得一枚金牌和一枚银牌。